# Extremely Wicked, Shockingly Evil and Vile
Extremely Wicked, Shockingly Evil and Vile (prt: Extremamente Perverso, Escandalosamente Cruel e Vil; bra: Ted Bundy: A Irresistível Face do Mal) é um filme americano de 2019, dos gêneros suspense e drama biográfico, dirigido por Joe Berlinger, com roteiro de Michael Werwie baseado no livro biográfico The Phantom Prince: My Life with Ted Bundy, sobre o assassino em série Ted Bundy, escrito por sua ex-namorada Elizabeth Kendall.
Extremely Wicked, Shockingly Evil and Vile, o título original, é uma referência aos comentários de Cowart sobre os assassinatos de Bundy enquanto o sentenciava à morte. O filme estreou mundialmente no Festival Sundance de Cinema em 26 de janeiro de 2019 e foi lançado nos Estados Unidos em 3 de maio de 2019 pela Netflix. O filme recebeu críticas mistas dos críticos, embora o desempenho de Efron tenha sido elogiado.

## Enredo
Em 1969, Seattle, o estudante de direito Ted Bundy (Zac Efron) conhece Liz Kendall (Lily Collins), secretária e mãe solteira. Os dois começam a namorar e Ted ajuda Liz a criar sua jovem filha, Molly. Em 1974, as notícias anunciam o assassinato de várias mulheres jovens, incluindo duas que desapareceram em plena luz do dia no lago Sammamish. Um homem parecido com Ted foi visto por várias pessoas pedindo às mulheres que o ajudassem a carregar um veleiro em um Fusca. Um esboço composto do atacante é divulgado e, após centenas de telefonemas, Ted é preso em 1975.
Uma jovem chamada Carol DaRonch escolhe Ted de uma fila da polícia, alegando que ele havia sequestrado e ameaçado matá-la antes que ela conseguisse escapar. Ted é libertado sob fiança, voltando para casa para Liz, que está chateada depois de ler um artigo sobre ele no jornal. Ted explica que Carol lhe mostrou sua foto antes da formação, e é por isso que ele lhe parecia familiar e acredita que ele está sendo criado. Após um julgamento de quatro dias, Ted é considerado culpado de sequestro agravado e é condenado a cumprir um período mínimo de um a um máximo de 15 anos na Prisão Estadual de Utah.
Algumas semanas depois, as autoridades do Colorado acusam Ted pelo assassinato de Caryn Campbell e ele é transferido para Aspen, Colorado, em 1977. Liz se recusa a acreditar que Ted é culpado, mas os eventos começam a afeta-la, e ela começa a beber álcool regularmente . Enquanto estava no tribunal do Condado de Pitkin, Ted decide servir como seu próprio advogado e, como tal, é dispensado de usar algemas ou manilhas nas pernas. Durante um recesso, Ted escapa do tribunal saltando de uma janela do segundo andar e correndo para as montanhas, mas é recapturado após seis dias.
Liz visita Ted e termina seu relacionamento. Mais tarde, ele foge novamente depois de serrar um quadrado no teto de sua cela. Duas mulheres em uma casa de irmandade são assassinadas na Universidade Estadual da Flórida, seguidas de ataques cruéis a mais duas. Depois que Ted é preso, ele tenta entrar em contato com Liz, mas ela desliga. Ele começa a receber seguidores de mulheres fascinadas por ele, algumas até afirmando que o amam. Ted é visitado por uma velha amiga, Carole Ann Boone (Kaya Scodelario), que acredita que ele é inocente e se muda para a Flórida para ficar mais perto dele.
Negocia-se uma barganha antes do julgamento, na qual Bundy se declararia culpado por matar as duas meninas da irmandade, Lisa Levy e Margaret Bowman, e Kimberly Leach, de 12 anos, em troca de uma sentença de 75 anos de prisão em vez da pena de morte , mas ele se recusa. Ted e Carole Ann se aproximam quando o visita regularmente; os dois começam um relacionamento, mas Ted continua a procurar Liz, que está acompanhando seus julgamentos pela televisão. Ela carrega a culpa de ser a pessoa que deu o nome de Ted às autoridades de Seattle em 1975. Mais tarde, Ted propõe Carole Ann e eles se casam.  Provas físicas incriminatórias são fornecidas no tribunal, incluindo uma combinação de um molde de gesso dos dentes de Ted com as impressões de feridas nas nádegas de Levy. Em menos de sete horas, o júri condenou Ted pelos assassinatos de Levy e Bowman, três acusações de tentativa de assassinato em primeiro grau e duas acusações de roubo. O juiz Edward Cowart (John Malkovich) impõe sentenças de morte para que as condenações por assassinato sejam executadas com execução por eletrocussão.
Dez anos depois, Liz recebe uma carta de Ted e o visita, tirando uma fotografia dada a ela por um detetive. Ela exige a verdade, mas Ted continua negando ter algo a ver com os assassinatos. Ela então mostra a Ted a fotografia - uma imagem da cena do crime de uma de suas vítimas decapitadas. Ted finalmente admite que ele cortou a cabeça dela escrevendo com a mão a palavra "serra" na janela embaçada de orvalho da sala de visitas, antes de apagá-la com a mão. Liz deixa a prisão em estado de choque, mas é recebida do lado de fora por seu novo marido e filha adolescente, e ela proclama que está bem. No final do filme, imagens de arquivo e texto na tela dizem que Ted foi executado em janeiro de 1989, com 42 anos de idade. Ted confessou mais de 30 assassinatos dias antes de sua execução e suas cinzas foram jogadas nas montanhas Cascade, onde ele depositou os restos mortais de inúmeras vítimas.

## Elenco
- Zac Efron como Ted Bundy, um ex-estudante de direito acusado de vários crimes violentos contra mulheres.
- Lily Collins como Liz Kendall, uma estudante universitária e mãe solteira que mantém um relacionamento com Ted e professa sua inocência durante seus julgamentos.
- Kaya Scodelario como Carole Ann Boone, uma velha amiga de Ted que se aproxima dele para lhe dar apoio. Mais tarde, eles se casam no tribunal.
- John Malkovich como Edward Cowart, o juiz presidente do julgamento final de assassinato de Ted.
- Jeffrey Donovan como John O'Connell, O advogado de Ted em Utah, que defende seu caso de sequestro.
- Angela Sarafyan como Joanna, amiga íntima de Liz que acredita que Ted é culpado.
- Grace Victoria Cox como Carol Daronch, uma mulher que Ted sequestrou em Utah, levando à sua primeira condenação.
- Jim Parsons como Larry Simpson, o advogado de acusação na Flórida.
- Haley Joel Osment como Det. Jerry Thompson, colega de trabalho de Liz na Divisão de Medicina da Universidade, que ela começa a namorar depois de Ted.
- Dylan Baker como David Yokum, o advogado de acusação em Utah.
- Terry Kinney como Det. Mike Fisher, um detetive de homicídios que vincula Ted a um assassinato no Colorado.
- James Hetfield como Bob Hayward, um policial de Utah que prende primeiro Bundy. "The Four Horsemen", uma canção co-escrita por Hetfield para o álbum do Metallica, Kill 'Em All, também é destaque no filme.
- Justin McCombs como Jim Dumas, advogado de Ted no Colorado, que defende seu primeiro caso de assassinato.
- Forba Shepherd como Louise Bundy, mãe de Ted.

Molly Kendall, filha de Liz, é retratada em diferentes idades por Macie Carmosino, Ava Inman, Morgan Pyle e Grace Balbo. O diretor Joe Berlinger e o diretor de fotografia Brandon Trost fazem aparições como o apresentador e o cinegrafista que entrevistam Ted no Colorado.

## Produção
O projeto foi revelado no Festival de Cinema de Cannes de 2017, com Zac Efron revelado para viver o serial killer Ted Bundy. O cineasta documental Joe Berlinger foi contratado para dirigir. Em Outubro de 2017, Lily Collins foi anunciada como a escolhida para interpretar a namorada de Bundy, Elizabeth Kloepfer.
Em janeiro de 2018, John Malkovich foi anunciado para viver Edward Cowart, o juiz que preside o caso de Bundy. A produção principal começou em 18 de janeiro de 2018 em Covington, Kentucky.  Angela Sarafyan, Jeffrey Donovan, Grace Victoria Cox, Kaya Scodelario, Jim Parsons, Haley Joel Osment, Dylan Baker e Terry Kinney se juntaram ao filme ao longo do resto de janeiro, com o guitarrista e vocalista do Metallica, James Hetfield se juntou ao elenco em Fevereiro.

## Lançamento
O filme teve sua estreia mundial no Festival Sundance de Cinema em 26 de janeiro de 2019. Logo depois, a Netflix adquiriu os direitos de distribuição doméstica do filme por US $ 9 milhões. Foi lançado digitalmente na plataforma em 3 de maio de 2019, juntamente com um lançamento teatral limitado. Terá um possível retorno aos cinemas no outono para garantir elegibilidade e visibilidade ao prêmio.

## Recepção

### Respostas da crítica
No agregador de críticas Rotten Tomatoes, o filme possui uma taxa de aprovação de 56% com base em 151 avaliações e uma classificação média de 5,75 / 10. O consenso crítico do site diz: "Extremamente perverso, chocante e vil, muitas vezes transcende suas limitações narrativas através da força do desempenho compulsivamente assistível de Zac Efron". No Metacritic, o filme tem uma pontuação média ponderada de 52 em 100, com base em 31 críticos, indicando "críticas mistas ou médias". Owen Gleiberman, da Variety, elogiou o desempenho de Efron por sua precisão em interpretar Bundy e escreveu: "Extremamente Maligno não esfrega o nariz no horror de Ted Bundy. Isso nos mostra o suficiente, mantendo o horror a que pertence, nos recessos de nossa imaginação, onde permanece como deveria ser: escuro como a meia-noite e demais para entender."
Benjamin Lee, do The Guardian, deu ao filme três das cinco estrelas, também elogiando Efron, mas chamando o filme de" pedestre " e drama sem graça ". Ele criticou o desempenho de Collins, dizendo que ela foi reduzida a um personagem comum. Ao escrever para o Vulture, Emily Yoshida tinha uma perspectiva semelhante, elogiando Efron, mas não gostando do resto do filme, e dizendo: "O recurso narrativo do documentarista veterano Joe Berlinger parece que está começando a ser a história do serial killer que Ted Bundy contou através do olhos de sua namorada ... Mas o filme de Berlinger é sugado pela gravidade de eventos sensacionais que já são uma questão de registro público e gasta tanto tempo recriando-os meticulosamente que a perspectiva é diluída." No The Washington Post, o filme foi criticado por não se distanciar da glorificação de Bundy e por não abordar o impacto de seus crimes nos entes queridos das vítimas.